# Riverhead (Nouvelle-Zélande)
Pour les articles homonymes, voir Riverhead.
Riverhead est une petite localité située dans l’Île du Nord de la Nouvelle-Zélande.

## Situation
La ville de Riverhead est habitée historiquement de façon prédominante par des ouvriers et est localisée à la pointe du mouillage de Waitemata Harbour dans le nord-ouest de la cité d’Auckland, dans l’Île du Nord de la Nouvelle-Zélande.

## Économie
La région autour de Riverhead et des villes voisines de Kumeu et Huapai sont connues pour leurs vignobles. 
Cette ville a eu ses 15 minutes de mise en lumière, en apparaissant dans le film Le Secret de Terabithia et Crooked Earth (en) et aussi des séries télévisées telles que Fortune Outrageuse (en).

## Transports
Riverhead fut brièvement le terminus du chemin de fer au XXe siècle, située à l'extrémité de la section isolée de branche de Kumeu-Riverhead (en).  
La ligne fonctionna de 1875 à 1881 comme un lien entre la cité d’Auckland et la région du Northland, Riverhead agissant comme le point de transition entre le ferry et le réseau du chemin de fer.  
Quand la ligne nord d’Auckland (en) connecta la localité de Kumeu avecla cité d’Auckland via le rail en 1881, le cabotage costal devint moins nécessaire et perdit sa raison de continuer à fonctionner, la ligne de chemin de fer, qui allait à Riverhead fut fermée.

## Loisirs
L’une des caractéristiques de la région est la présence de plantations de pins constituant une forêt, qui est populaire auprès des promeneurs, des cavaliers, des pratiquants de «mountain bike» et des motocyclistes. 
La forêt de Riverhead est exploitée par la société «Matariki Forest», sous licence de la Couronne. 
La forêt fut initialement un champ de recueil de kauri gum (en) pour les pauvres.

## Éducation
L’école de Riverhead est une école primaire, mixte, allant de l'année 1 à 8 avec  taux de décile de 8 et un effectif de 268 élèves . L’école fut construite en 1872 et substantiellement reconstruite en 1960 . 
En 2010, 6 nouvelles salles de classe, une pièce de rassemblement et une bibliothèque furent ajoutées. 